# Tour du Brésil-Tour de l'État de Sao Paulo
Le Tour du Brésil-Tour de l'État de Sao Paulo (en portugais : Tour do Brasil Volta Ciclística de São Paulo-Internacional) est une course cycliste disputée au Brésil dans l'État de São Paulo. Créée en 2004, l'épreuve fait partie depuis 2005 de l'UCI America Tour en catégorie 2.2. De 2004 à 2009, l'épreuve s’appelait Tour de l'État de Sao Paulo (Volta do Estado de Sao Paulo). La course n'a pas lieu en 2013, puis est supprimée du calendrier à partir de l'année 2015.
Durant son existence, la course a un parcours accidenté, qui favorise les profils de coureurs complets. La course a peu lieu sur le littoral mais reste sur les reliefs autour de l'agglomération de São Paulo. Les villes les plus importantes de l'État étaient néanmoins régulièrement traversées Marília (3 fois), São Carlos (8 fois), Ribeirão Preto (5 fois). Elle reste ainsi à des altitudes comprises entre 500 m et 1 500 m. Le nord-ouest de l'État n'a jamais été parcouru par l'épreuve.

## Palmarès

Parcours de l'édition 2008.

| Année                                      | Vainqueur               | Deuxième       | Troisième       |
| ------------------------------------------ | ----------------------- | -------------- | --------------- |
| Tour de l'État de Sao Paulo                |                         |                |                 |
| 2004                                       | Antônio Nascimento      | Tim Larkin     | Breno Sidoti    |
| 2005                                       | Jorge Giacinti          | Matías Médici  | Pedro Nicacio   |
| 2006                                       | Alex Diniz              | Pedro Nicacio  | Alex Arseno     |
| 2007                                       | Marcos Novello          | Matías Médici  | Pedro Nicacio   |
| 2008                                       | Gregolry Panizo         | Luis Amorim    | Jair Santos     |
| 2009                                       | Sérgio Ribeiro          | Bruno Pires    | Magno Nazaret   |
| Tour du Brésil-Tour de l'État de Sao Paulo |                         |                |                 |
| 2010                                       | Gregolry Panizo         | Magno Nazaret  | Renato Seabra   |
| 2011                                       | José Eriberto Rodrigues | Flávio Santos  | Tiago Fiorilli  |
| 2012                                       | Magno Nazaret           | Flávio Santos  | Bruno Dornelles |
| 2013                                       | Course annulée          | Course annulée | Course annulée  |
| 2014                                       | Magno Nazaret           | Alex Diniz     | João Gaspar     |

## Statistiques
| Victoires | Coureur        | Pays   | Années             |
| --------- | -------------- | ------ | ------------------ |
| 3         | Magno Nazaret  | Brésil | 2007, 2012 et 2014 |
| 2         | Gregory Panizo | Brésil | 2008 et 2010       |

| Victoires | Pays               |
| --------- | ------------------ |
| 8         | Brésil             |
| 1         | Argentine Portugal |